# アニメタルUSA
アニメタルUSA（英: ANIMETAL USA）とは2011年に結成されたアメリカ合衆国のヘヴィメタルバンドである。本家であるアニメタル同様、日本のアニメソングをヘヴィメタル調にカヴァーしているが、歌詞は英語に変更されている等、本家とは異なっている部分がある。

## バンドメンバー
各パートのメンバーにはそれぞれのステージネームが追加されており、「工事現場よりうるさいリズム」の愛称は、旧メンバーのスコットにも付けられていた。
- METAL-RIDER “歌うマーシャルアンプ”マイク・ヴェセーラ（ボーカル）
- SPEED-KING “光より速いソロ”クリス・インペリテリ（ギター）
- STORM-BRINGER “重力より重い低音”ルディ・サーゾ（ベース）
- TANK “工事現場よりうるさいリズム”ジョン・デッテ（ドラム）

## 概要・来歴
2011年9月5日、かつて本家アニメタルが在籍していたソニー･ミュージック・エンタテインメントより公式ウェブサイトが開設。元LOUDNESS～イングヴェイ・マルムスティーン等のバンドで活躍したマイク・ヴェセーラ、インペリテリのクリス・インペリテリ、クワイエット・ライオット、オジー・オズボーン、ホワイトスネイクなどで活躍し、3Dアニメーターでもあるルディ・サーゾ、レーサーXやジューダス・プリーストのドラマーであるスコット・トラヴィスの4人で結成したことを発表した。しかし、スコットはレコーディングに参加したものの、ジューダス・プリーストのツアーで多忙であった為に脱退し、後任は元テスタメント、スレイヤーのジョン・デッテが選ばれた。編曲にマーティ・フリードマンが参加している。
主に日本での活動が中心で、ニコニコ生放送やテレビ番組の出演、2011年の初来日時には応援団長に就任した水木一郎と共演。LOUD PARK2011ではアニメタルUSAの演奏中にももいろクローバーZが飛び入り出演した事もあり、ヘヴィメタルバンドとしてはワイドショーなどのメディアで取り上げられる事が比較的多かった。
アニメタルUSA結成以降、マイクの日本語での表記が「マイク・ヴェッセーラ」とメディアで表記される事が多くなった。
アニメタルUSAとしての初来日時にマイクが影山ヒロノブと対談、マイク（LOUDNESS）と影山（LAZY）が高崎晃と樋口宗孝とバンド活動していた事とアニメソングの魅力を伝える活動をしていると言う共通点により意気投合。2012年4月には影山とのコラボレーションシングル「Give Lee Give Lee ロック・リー」がリリース。6月からは影山が在籍するJAM Projectと共にジョイントツアー『アニメタルUSA×JAM Project「日米ANI-SONサミット」JAPAN TOUR 2012』が行われた。
2012年6月26日に1stアルバム『アニメタルUSA』が全米で発売、29日には北米最大のアニメイベント「アニメEXPO」に出演。
2014年、『烈車戦隊トッキュウジャー』の鎌田章吾ボーカルの挿入歌「線路はつづくよどこまでも」に演奏で参加。

## 批評
音楽評論家の伊藤政則は、2011年9月10日放送の自身のラジオ番組『POWER ROCK TODAY』でアニメタルUSAについて「日本企画ですから」「マーティ・フリードマンが営業でアレンジを務めてます」「（レコード会社が）声掛けて、暇してる奴らを集めただけ」など露骨に不快感を示している。
但し、ソニー側が考えた企画である事はクリスも認めている。

## ディスコグラフィ

### アルバム
- アニメタルUSA（2011年）
- アニメタルUSA W（2012年）

### シングル
- Give Lee Give Lee ロック・リー（2012年） - アニメタルUSA × 影山ヒロノブ名義